# Histoire de l'alimentation
 (septembre 2008).
Si vous disposez d'ouvrages ou d'articles de référence ou si vous connaissez des sites web de qualité traitant du thème abordé ici, merci de compléter l'article en donnant les références utiles à sa vérifiabilité et en les liant à la section « Notes et références ».

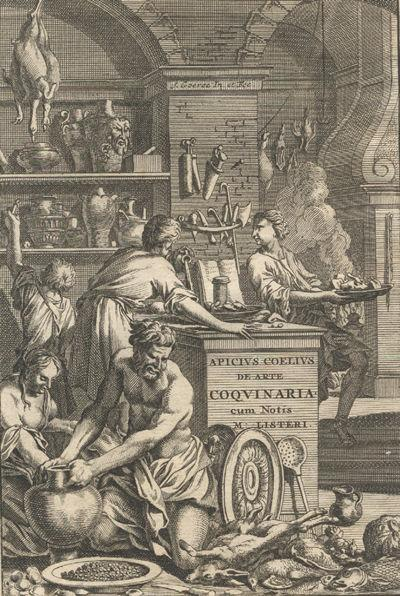
Frontispice d'une édition de 1709 de De re coquinaria (ou L'Art culinaire) de Marcus Gavius Apicius (Ier siècle).

L'histoire de l'art culinaire remonte à la Préhistoire. Cet article tente d'en retracer les grandes lignes dans la culture occidentale.

## Préhistoire
L'alimentation de l'homme préhistorique recouvre des réalités alimentaires très différentes car elle traverse des milliers d'années. De plus, sa reconstitution reste un exercice difficile car les vestiges archéologiques ne reflètent qu'indirectement l'alimentation et les analyses sédimentologiques et géochimiques offrent des résultats prometteurs mais pas encore assez robustes.
Les archéologues ont pu déterminer que le mode de vie des chasseurs-cueilleurs nomades est fondé sur plusieurs stratégies alimentaires,, : chasse opportuniste ou ciblée (avec différents modèles cynégétiques),, saisonnière ou annuelle, chasse individuelle, en petits groupes (chasse de rencontre) ou en groupes importants pour les grands troupeaux d'herbivores (chasse en masse bœufs, bisons, chevaux, rennes), la pêche et la cueillette personnelle ou collective, de ressources terrestres (mousses, lichens, racines, fruits, céréales sauvages…) ou aquatiques (ramassage d'oursins, de crustacés — crabe, pouce-pied, balane —, mais aussi de mollusques de roche — bigorneau, patelle, bernique, moule — ou de sable — clovisse, couteau, témoins de l'alimentation du quotidien de certaines populations côtières, mais aussi de banquets ou de dépôts rituels comme l'attestent les amas coquilliers, emblème du Mésolithique). Les comportements alimentaires sont conditionnés par les ressources et le climat mais, dès cette époque, ils résultent également de choix culturels.
Avant même l'apparition de l'Homme moderne, ses ancêtres, à l'instar de nombreux animaux, procèdent certainement à des opérations de préparation rudimentaire des aliments :
- nettoyage à l'eau courante,
- prélèvement d'une partie consommable d'une charogne ou d'un fruit,
- ouverture de coquillage,
- broyage à la main, avec un outil (et non pas seulement avec les dents),
- mélanges.

Les recherches archéologiques relèvent une très grande diversité des modes alimentaires chez l'homme du mésolithique. Grâce à une excellente connaissance de la flore et de la faune, il consomme selon Claude Bourguignon, 10 000 espèces animales et végétales.
La domestication du feu est une grande étape car elle marque l'invention de la cuisine proprement dite, la chaleur du feu permettant de cuire des aliments, une opération essentielle en cuisine.
Selon une étude publiée en 2022, la plus ancienne trace de cuisine découverte à ce jour serait datée de 780 000 ans avant notre ère, avec les traces de cuisson de poissons mises en évidence sur un site du Proche-Orient.
Avec la sédentarisation et le développement de l'agriculture au néolithique, entre le dixième et le cinquième millénaire avant le présent, dans plusieurs foyers, dont le Proche-Orient, la Chine et la Mésoamérique, les habitudes alimentaires des hommes changent. Le stockage de végétaux et d'animaux permet de combiner plus systématiquement différentes sources de nutriments : des graminées qui apportent des glucides, des légumes secs qui apportent des protéines, des plantes à huile qui apportent les lipides et des chairs animales qui apportent un complément généralement beaucoup plus ponctuel en protéines, lipides (graisses), acides aminés essentiels et oligo-éléments. L'histoire de la culture des céréales et de la domestication primaire et secondaire sont des éléments majeurs de l'histoire alimentaire mondiale, lorsque l'homme se met à transformer ces plantes cultivées en farine pour en faire des galettes, et à exploiter les animaux. Cependant, lors de la « révolution néolithique », les premières céréales cultivées ont des graines riches en lectines qui perturbent le métabolisme de la vitamine D, et en acide phytique déminéralisant, composés qui servent de défense contre les herbivores. Ces facteurs ont probablement joué un rôle dans la diminution croissante de la taille des hommes du Néolithique, de plus de 10 cm, phénomène lié en partie à cause de changements génétiques lorsqu'ils se sont adaptés au réchauffement climatique, mais aussi à leur alimentation : graines des céréales cultivées riches en lectines et en acide phytique, baisse de l'apport protidique animal (liée à la diminution de la chasse au gros gibier et la consommation d'animaux d'élevage plus gras), agressions nutritionnelles (disettes et famines, conséquences des aléas climatiques sur les monocultures et des divers conflits), plus grande exposition aux épidémies (favorisées par la sédentarisation et les carences protéiques). Les données paléogéographiques suggèrent ainsi que cette époque est caractérisée par un fragile équilibre entre fécondité (favorisée par la sédentarisation qui diminue le stress maternel de transport des enfants et l'aménorrhée de lactation, tout en permettant une meilleure allocation de la dépense énergétique à l'allaitement) et mortalité, l'hypothèse prévalente depuis la seconde moitié du XXe siècle étant l'existence d'une crise de mortalité liée à l'alimentation, aux guerres et aux épidémies.
La sédentarisation offre la possibilité de diversifier les modes de stockage et de cuisson, grâce à l'utilisation d'ustensiles de cuisson (pierres plates, outres en cuir, poteries) limitant le risque de brûler les aliments. « La diminution significative de l'usure dentaire au milieu du IIIe millénaire suggère des changements dans le mode de préparation des aliments (cuisson bouillie), plus mous et moins abrasifs, que l'on peut attribuer à l'introduction de l'usage de la poterie dans la sphère domestique ».
L'addition, même en petite quantité, de produits changeant de façon importante le goût et la conservation des aliments est une étape importante dans l'évolution alimentaire et l'histoire de la cuisine. Le sel, en particulier, joue un rôle primordial pour la conservation des aliments, notamment à partir de l'émergence des premières villes à la fin de la Préhistoire.

## Antiquité

### Europe et Proche-Orient

Carte mondiale à la fin du Les zones colorées représentent la succession des étapes culturelles selon la typologie évolutionniste.
Chasseurs-cueilleurs nomades
Pasteurs nomades
Sociétés agricoles à structures simples (tribus)
Sociétés agricoles à chefferies complexes (Proche-Orient ancien, Europe de l'âge du bronze, Chine, Andes)
Sociétés étatiques (Croissant fertile, Crète, Indus, Norte Chico)
Le contour rouge indique l'extension culturelle relative à l'âge du bronze à cette époque.

Les sources écrites de l’Antiquité nous montrent que les premiers siècles de notre histoire étaient marqués par la frugalité et la modération. L’agriculture et les récoltes aléatoires, les échanges qui se mettaient en place, les mentalités poussaient les hommes « à manger pour vivre et non pas vivre pour manger ». Les menus privilégiaient légumes, céréales et fromage, les viandes étaient davantage réservées aux banquets sacrificiels, publics ou privés. L’alimentation servait de médecine : les médecins prescrivait des aliments comme remède en cas de malaises, les herbes, le vin entraient dans la composition de diverses médecines.

#### Égypte
Que ce soit dans les textes gravés sur les parois des temples et des tombeaux, ou sous forme de restes d'offrande matérielle, les Égyptiens ont laissé de nombreux témoignages de leur mode d'alimentation. Le pain faisait partie des aliments de base.
On a retrouvé près d'une vingtaine de sortes de pains de formes et de compositions diverses. Le régime alimentaire égyptien était complété par du poisson, de la viande (ordinairement mouton, porc et volaille, et bœuf pour les grandes occasions), des fruits (dattes, figues, grenades, melons et raisins) et des légumes (ail, chou, concombre, fève, laitue, lentilles, oignon, poireau, petits pois et radis). Enfin, le miel, produit dans des ruches de terre, entrait dans la composition des desserts et de nombreux remèdes.

#### Gaule

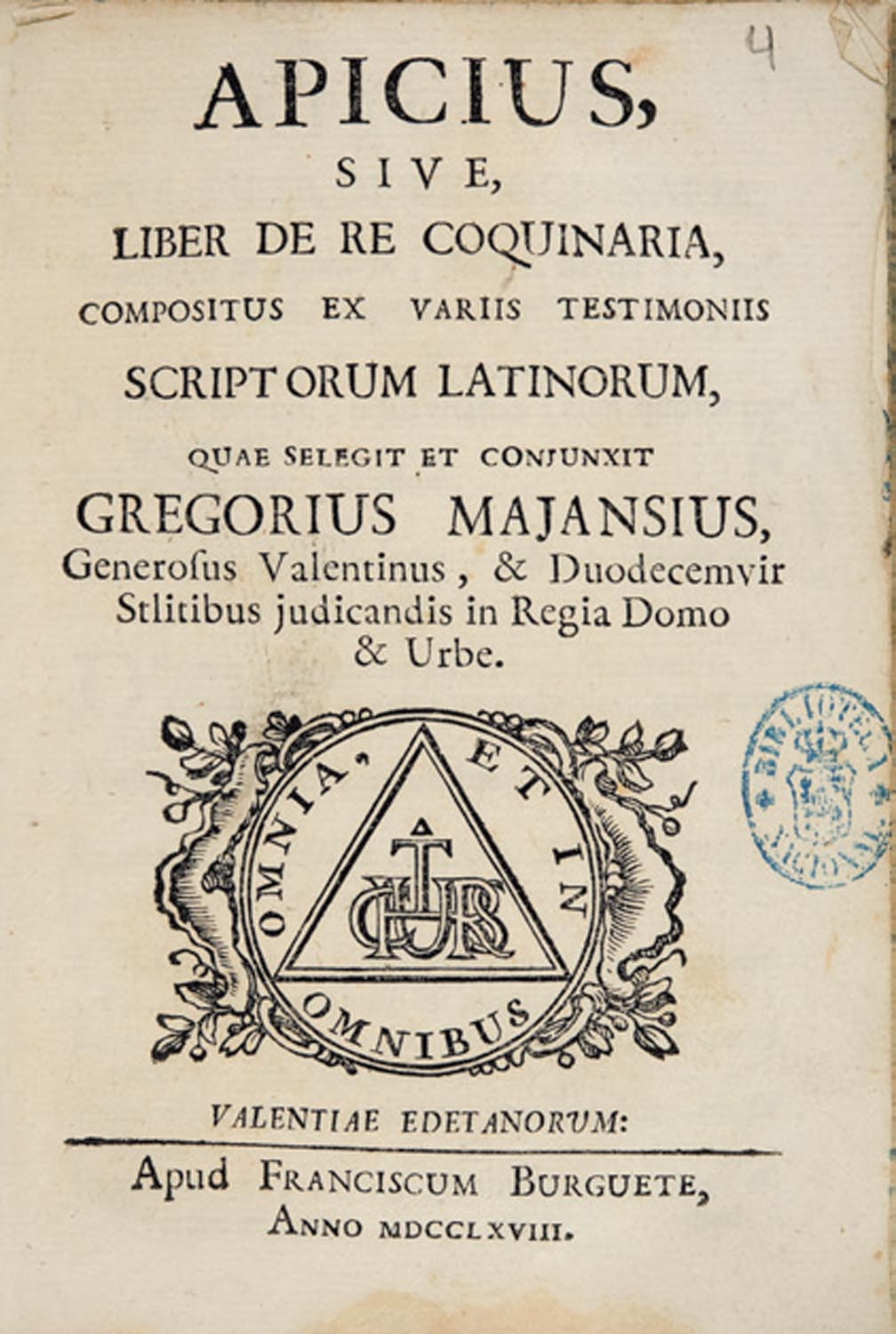
De re coquinaria (ou L'Art culinaire) de Marcus Gavius Apicius (Ier siècle)

#### Rome
Dans sa période la plus faste, la civilisation romaine mit au point de nombreuses recettes et son art culinaire fut porté à des sommets. L'utilisation de miel, de pignons, de la friture, du vin, de nombreux légumes, d'huile d'olive, de fromage, de pudding, d'omelettes sucrée et salée, du garum (sauce à base de poissons), fruits, viandes et épices venus de toute la zone d'influence de l'Empire, et même de plus loin, contribua à étendre la gamme de plats. Cependant, le blé et le froment restent des aliments de base pour le commun des Romains, y compris pour l'armée.

## Moyen Âge

### En Europe

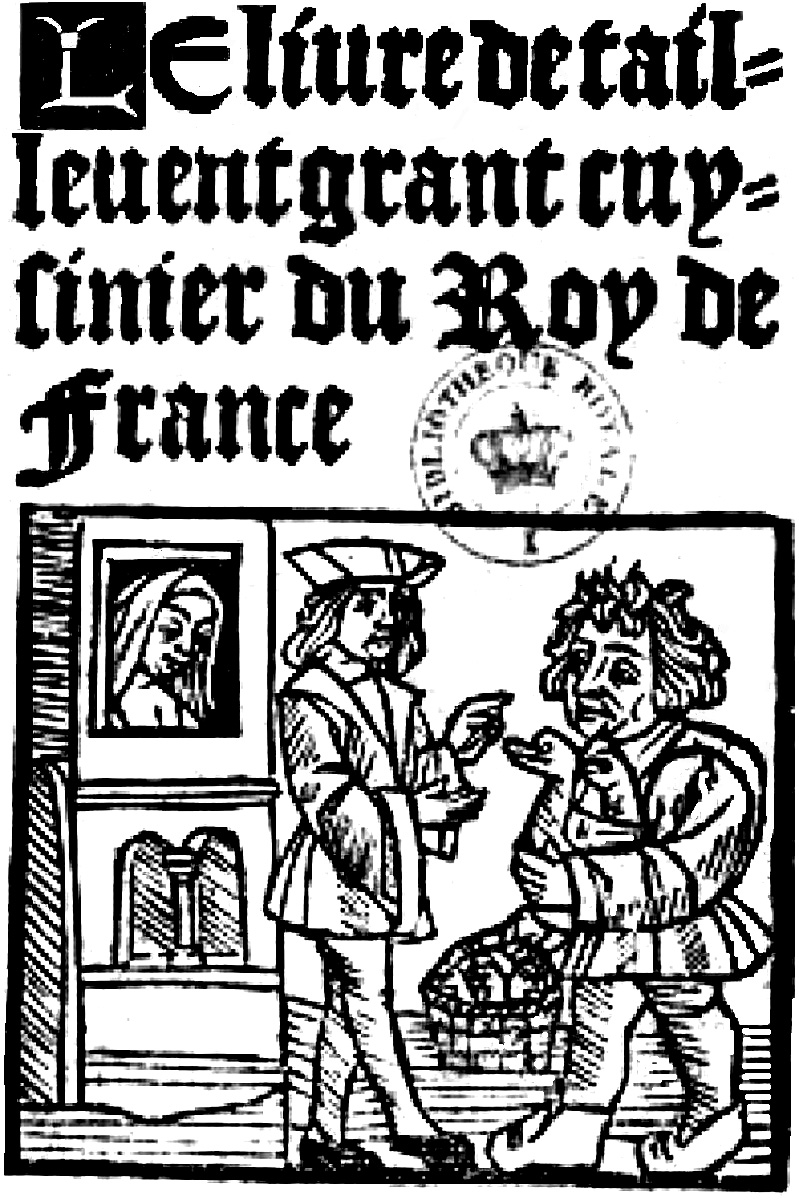
Le Viandier, de Guillaume Tirel (XIIIe siècle)

Les recettes de cuisine médiévale nous ont principalement été transmises par les livres de cuisiniers connus au Moyen Âge et à la Renaissance en Europe ; on peut citer le Viandier, de Guillaume Tirel, dit Taillevent (1310-1395).
Et cela plaisait tellement, qu’au Moyen Âge, cette tradition perdure. Les grands banquets royaux et aristocratiques croulent sous des plats phénoménaux de venaisons et de volailles rôties et reconstituées avec poils et plumes, à l’intérieur desquelles se cachaient d’autres viandes et même des poissons. Peu de légumes, abondance d’épices, mais absolument pas pour masquer le goût des viandes avariées,.
La cuisine médiévale européenne se caractérise par le goût pour les saveurs acidulées (vinaigre, verjus, agrumes) ou aigres-douces (en plus : sucre, raisins secs, pruneaux, dattes…), par les parfums d'épices (cannelle, gingembre, clou de girofle, poivre, maniguette, noix de muscade…), et la liaison des sauces au pain grillé ou à l'amande. La cuisine médiévale préfère les viandes grillées ou cuites en sauce, parfumées d'épices, alors que la cuisine romaine antique réserve une grande place aux fruits et légumes, et aux herbes aromatiques. Le repas médiéval ressemble plus à un buffet en plusieurs services qu'à un menu où tous les convives mangent la même chose. Le sucré et le salé ne sont pas séparés au cours du repas, contrairement à l'époque moderne où le sucré arrive principalement au moment du dessert. Marco Polo (1254-1324) découvre la route des Indes et favorise le commerce des épices. Enfin, la cuisine de l'Europe médiévale est une cuisine sans tomate, ni pomme de terre ; on ne connaît pas non plus le maïs, le piment, le poivron, la dinde, le cacao, la vanille, l'ananas… qui n'arrivent d'Amérique qu'après Christophe Colomb (1451-1506). Mais l'on découvre les pâtes au IXe siècle.
Avec les croisades, l'Occident connaît une première révolution alimentaire avec l'introduction de fruits et de légumes orientaux : échalote, abricots, orange et de nouveaux produits, comme le sucre candi. On voit l'apparition des fourneaux et des tables pour dresser les mets (XIIIe siècle) et la multiplication du matériel de cuisine (poêles, caquerolles, poêlons, cocasses, tourtières).
On commence à maîtriser la cuisson braisée : les viandes sont sautées avant d'être bouillies ; avantage technique et hygiénique, la viande est plus moelleuse, compense sa faible maturation et évite une dénaturation aromatique due à une importante prolifération microbienne.
Les sauces sont acides et épicées (verjus), liées aux jaunes d’œufs ou au pain trempé, et on utilise le sucre et le miel comme édulcorants.
On ne se sert pas de matière grasse car elle fixe trop les arômes volatils.
Les épices jouent différents rôles (distinctions sociales, masquage des plats, prophylactiques). On mange beaucoup de gibier (libres comme les aristocrates[Quoi ?]) cygnes, paons…

## Époque moderne (XVeetXVIesiècles)

### En Europe

#### Renaissance
La Renaissance connait une nouvelle cuisine ; les livres de cuisine se font de plus en plus nombreux qui préconisent l’abandon de l’utilisation excessive des épices pour une recherche du goût réel des aliments.
L'influence italienne s'installe grâce à l'union de Henri II avec Catherine de Médicis (1519-1589) et de celle de Henri IV avec Marie de Médicis. La première n’apporte pas seulement la fourchette dans ses bagages, mais aussi son goût pour les légumes — elle raffolait des artichauts — et les sauces.
La découverte du Nouveau Monde apporte sur les tables des produits jusqu'alors inconnus : tomate, maïs, chocolat, dinde, piments, haricots et pomme de terre.
Apparaît aussi un nouvel ordre de service qui subsistera longtemps : les fruits sont servis en entrée, puis viennent les bouillis, les rôts et viandes, puis les desserts.
On découvre des pâtisseries, venues d'Italie, des gelées, des massepains, des pains d'épices et le nougat.

#### Naissance de la grande cuisine duXVIIesiècle, en Europe
Apparition des ragoûts et des sauces plus élaborées : liaison au pain, à la farine, aux jaunes d'œufs, mais également utilisation de la technique de la réduction et du roux.
Baisse de la consommation des épices afin de respecter les goûts et saveurs des aliments.
Naissance des ancêtres des fonds : les jus et coulis.

### En Amérique

#### LeXVIIIesiècle

##### Parmentier
Naissance des corporations de métiers de bouche. Le boucher s'occupe des viandes, le tripier, des abats, le traiteur prépare des ragoûts.
Prédominance de la pensée alchimique : il y a recherche des sucs vitaux, de la sauce parfaite.
Début des appellations culinaires.
Mise au point des premiers fourneaux à foyer.

##### La libération de la gourmandise
La transgression croissante des prescriptions de l'ancienne diététique.

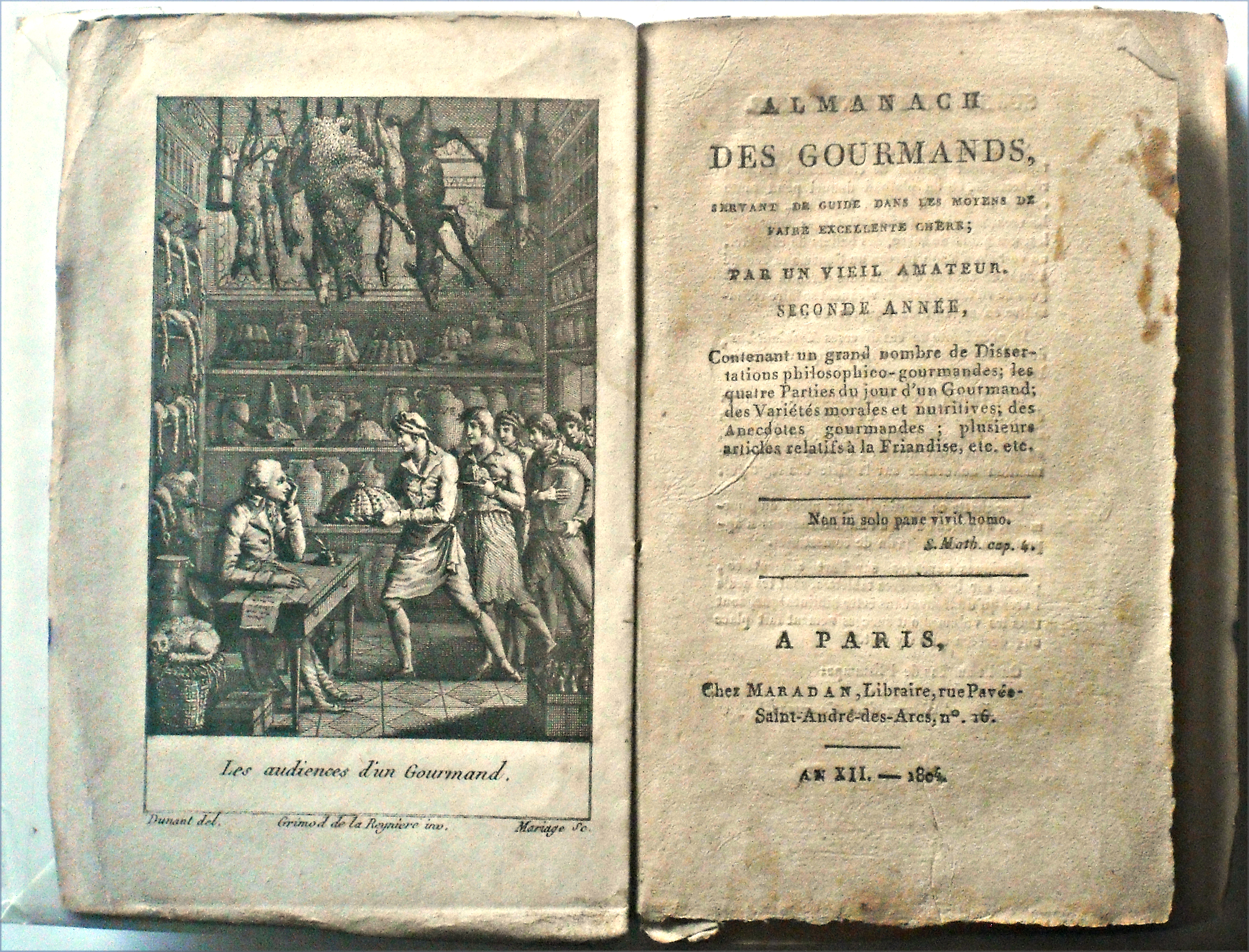
LAlmanach des Gourmands, d'Alexandre Balthazar Laurent Grimod de La Reynière (1803)

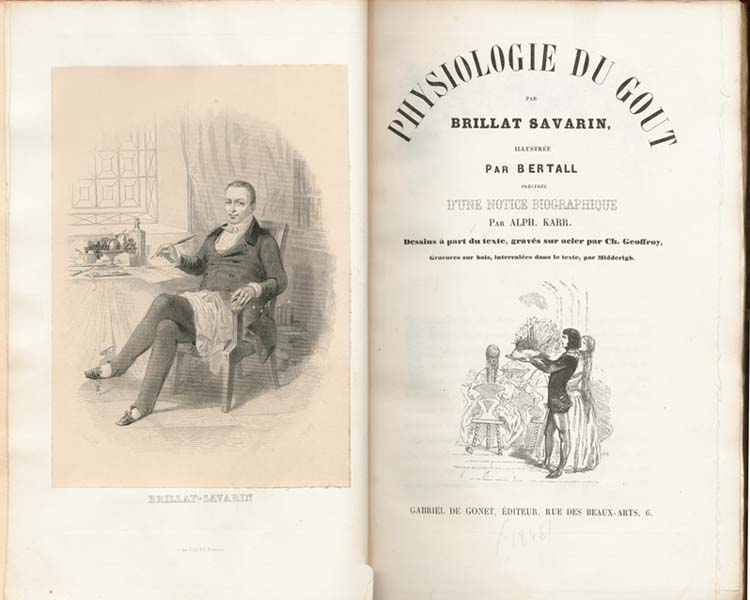
Physiologie du goût, de Jean Anthelme Brillat-Savarin (1825).

## LeXIXesiècle

### En Europe
Alexandre Balthazar Laurent Grimod de La Reynière, auteur de l'Almanach des Gourmands, de 1803
Jean Anthelme Brillat-Savarin, auteur de Physiologie du goût, de 1825.
Alexandre Dumas (1802-1870), auteur du Grand dictionnaire de cuisine, publié en 1873.
Charles Monselet, créateur du premier journal gastronomique Le Gourmet.
Découverte de l'appertisation en 1795 et naissance de l'industrie agro-alimentaire et industrielle.
Apparition des fourneaux en fonte avec foyers intérieurs ainsi que des premières cuisinières à gaz (vers 1850).
Augmentation des modes de cuissons : braiser, poêler…
Découverte du sucre de betterave, de la margarine et des fruits exotiques.

## Époque contemporaine

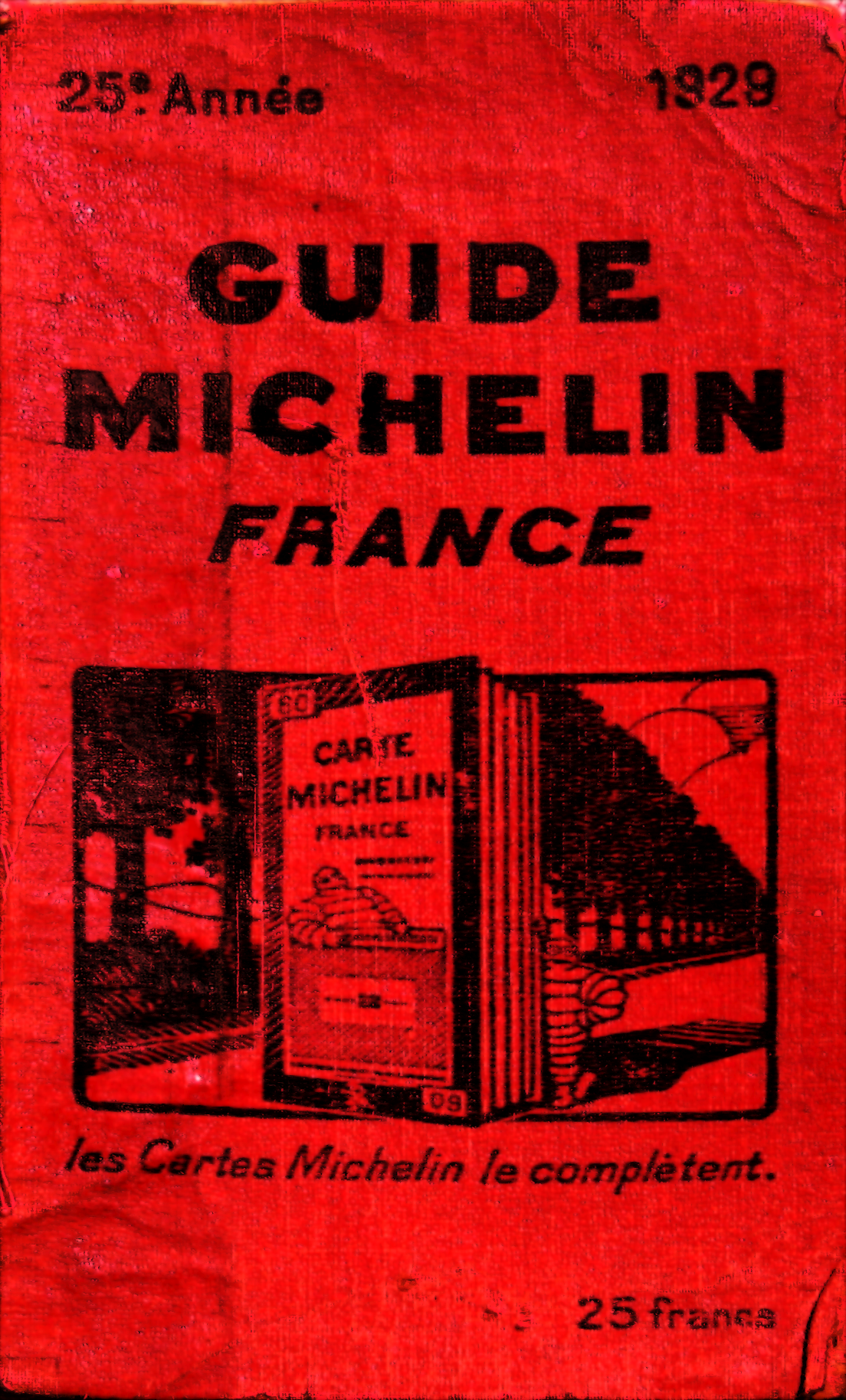
Le Guide Michelin, depuis 1900.

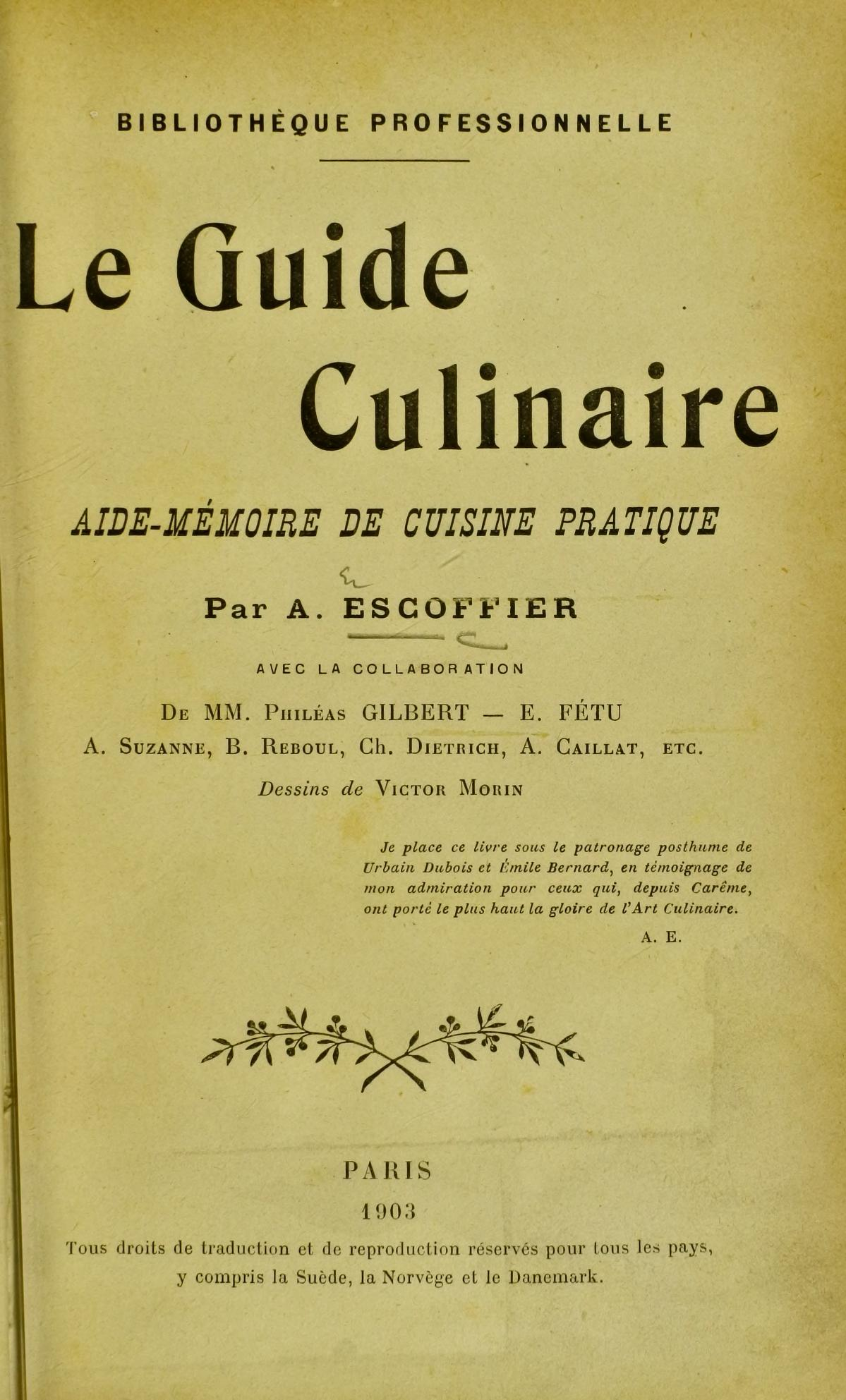
Le Guide culinaire, d'Auguste Escoffier (1903)

### En Europe
Les XIXe et XXe siècles ont été marqués par l'amélioration du régime alimentaire occidental. Après une progression de la consommation de sucre, accompagnant une hausse des rations alimentaires, l'alimentation devient plus saine. Le régime alimentaire est plus varié, incluant notamment des parts plus importantes de protéines, et plus sain, les techniques de conservation (mais aussi la pasteurisation) permettent de faire diminuer sensiblement les intoxications alimentaires.
Ces tendances s’accentuent au XXe siècle. Auguste Escoffier va codifier, dans son Le Guide culinaire de 1903, ses recherches des goûts naturels et propres à chaque aliment ; les grands cuisiniers sont de plus en plus nombreux et les livres de cuisine se multiplient. Au fur et à mesure des années, les fastes et les goûts se simplifient, s’affinent. Les gourmets recherchent l’harmonie des saveurs, l’opposition des textures. Ils veulent, comme autrefois, être surpris et demandent aux chefs d’être de plus en plus inventifs et de respecter les produits. Les maîtres et maîtresses de maison peuvent réaliser chez eux les recettes des grands chefs, car tous signent des livres de cuisine remarquablement expliqués et illustrés. Le goût pour les cuisines et les saveurs d’ailleurs est accentué par l'importation de fruits exotiques.
Le début du XXe siècle voit la naissance de l'industrie hôtelière, notamment avec les palaces, la création du Guide Michelin, de l'académie culinaire de France et des premières écoles hôtelières (Nice, Thonon, Toulouse).
Plus récemment, on assiste surtout à un mélange assez surprenant de toutes les cuisines du monde. Non seulement, on va manger dans des restaurants aux spécialités culinaires étrangères, et plus ou moins exotiques, on va même jusqu'à les imiter chez soi. La mondialisation du commerce des aliments en est largement responsable. Jamais on n'a eu accès à une telle variété d'aliments.
Dans la seconde moitié du XXe siècle, les chaînes de restauration rapide profitent de cette évolution pour se répandre en quelques années dans toutes les régions du monde.
Notamment à partir de la vague de la Nouvelle cuisine, dans les années 1970, la présentation des assiettes prend plus d'importance, ainsi que la qualité et le raffinement des mets. Des menus de dégustation sont proposés.
À la fin du XXe siècle, les règles d'hygiène alimentaire deviennent notablement plus strictes. En 1980, la cuisine moléculaire est inventée par les physiciens Hervé This et Nicholas Kurti.